# Liber Hymnorum
Il Liber Hymnorum è un'opera di carattere musicale che si presenta come raccolta di sequenze composte da Notker I di San Gallo.
Si tratta di un corpus di testi variabile nel numero. L’oscillazione si deve al fatto che nessun testimone tramanda un canone completo di sequenze di Notkero e nonostante il lavoro di Von den Stein abbia condotto all’individuazione di una quarantina di sequenze originali notkeriane, rimane incerto il numero delle sequenze che figurava nella prima raccolta.
I lavori musicali di Notkero sono ampiamente presenti nei codici miscellanei medievali di sequenze di area franco occidentale, tuttavia nessun esemplare tramanda un canone completo di sequenze di Notkero. Sono assenti autografi.
Notkero compone e allestisce la raccolta tra gli anni ’70 e ’80 del secolo IX, completandola nell’884 quando approda alla pubblicazione con dedica a Liutvardo di Vercelli, personalità estremamente influente dell’epoca e intimamente legata all’imperatore Carlo il Grosso. L’identità del destinatario è resa nota dalla dedica che apre l’opera:
Summae sanctitatis merito    
summi sacerdotii decore sublimato  
domino dilectissimo Liutwardo        
incomparabilis viri Eusebii Vercellensis episcopi dignissimo successori      
abbatique coenobii sanctissimi Columbani  
ac defensori cellulae discipuli eius mitissimi Galli
necnon et archicapellano gloriosissimi imperatoris Karoli
Notkerus cucullariorum sancti Galli novissimus
A lui che grazie al pregio della perfetta santità è stato innalzato alla più alta carica sacerdotale, lo stimatissimo Liutvardo, il più degno successore di Eusebio, uomo senza eguali e vescovo di Vercelli, e abate del cenobio del santissimo Colombano e difensore della cella del suo discepolo, il mitissimo Gallo, oltre che cappellano dell’illustrissimo imperatore Carlo
Notker, il più recente dei monaci di San Gallo.       
Segue poi una prefazione in cui Notkero fornisce preziose informazioni di contesto e dimostra piena coscienza dell’originalità dell’opera che sta presentando e contestualmente avverte la necessità di ricevere una sanzione di legittimità da parte delle autorità culturali del monastero di San Gallo:
Cum adhuc iuvenulus essem et melodiae longissimae, saepius memoriae commendatae, instabile corculum aufugerent, coepi tacitus mecum volvere, quonam modo eas potuerim colligare
Interim vero contigit, ut presbyter quidam de Gimedia, nuper a Nordmannis vastata, veniret ad nos, antiphonarium suum deferens secum: in quo aliqui versus ad sequentias erant modulati, sed iam tune nimium vitiati. Quorum ut visu delectatus, ita sum gustu amaricatus. Ad imitationem tamen eorundem coepi scribere: Laudes deo concinat or bis universus, qui gratis est redemptus, et infra: Coluber Adae deceptor. Quos cum magistro meo Isoni obtulissem, ille studio meo congratulatus imperitiaeque compassus, quae placuerunt laudavit, quae autem minus, emendare curavit dicens: Singulae motus cantilenae singulas syllabas debent habere. Quod ego audiens, ea quidem quae in ia veniebant, ad liquidum correxi: quae vero in le vel lu, quasi inpossibilia vel attemptare neglexi, cum et illud postea usu facillimum deprehenderim, ut testes sunt "Dominus in Syna" et "Mater". Hocque modo instructus, secunda mox vice dictavi: Psallat ecclesia mater illibata. Quos versiculos cum magistro meo Marcello praesentarem, ille gaudio repletus in rotulas eos congessit; et pueris cantandos aliis alios insinuavit.
Quando ero ancor giovanetto e le melodie lunghissime affidate di frequente alla memoria sfuggivano all’instabile cuoricino, tra di me in silenzio rimuginavo in qual modo potessi tenerle ben strette. In quel tempo giunse da noi un ieromonaco da Jumièges, da poco devastata dai normanni. Egli recava con sé un antifonario nel quale alcuni versi erano adattati alla musica, dei melismi alleluiatici già allora erano molto corrotti. Al vederli mi dilettavano; nel gustarli rimanevo deluso. Cominciai comunque a scrivere delle loro imitazioni: Laudes Deo concinat orbis universus (L'universo intero canta le lodi a Dio) e ancora Coluber Adae deceptor (II serpente che ha ingannato Adamo). Quando portai queste poesie al mio maestro Isone, egli si congratulò con me per la mia ingegnosità ed ebbe compassione della mia mancanza d'esperienza. Lodò le cose che gli piacquero e si prese la briga di correggere le cose meno riuscite. Affermò un principio: "I singoli movimenti della melodia devono avere ciascuno singole sillabe" (...). Così istruito, mi misi a comporre subito una seconda volta: Psallat ecclesia mater illibata (La Chiesa, madre illibata, canti in onore...). Presentai allora questi miei versicoli al mio maestro Marcello; pieno di gioia, li raccolse in rotoli e li diede ai ragazzi per cantarli, gli uni alcuni versi, gli altri versi diversi.
Queste parole sollecitano alcune considerazioni. L’attenzione cade innanzitutto sul concetto di versus. Esso non coincide con la normale nozione di verso poetico, ma allude a un segmento testuale che viene modulato su una melodia, nel rispetto della successione dei suoni che la costituiscono. La sovrapposizione della frase verbale e della frase musicale origina ciò che Notkero chiama “sequenza”. Il termine da questo momento in avanti si specializzerà a indicare un preciso genere musicale che consiste nell’intonazione di testi cantati a prolungamento dello jubilus alleluiatico.
Si osserva inoltre come il progetto di Notkero si sostenga su un forte pragmatismo e affondi le sue radici nella produzione di area franco-occidentale, qui rappresentata dall’antifonario portato dal padre di Jumièges. Notkero rimane affascinato dalla possibilità di combinare musica e parole perché vi scorge una soluzione al problema della memorizzazione delle lunghe melodie da intonare nel contesto liturgico. All’atto pratico però, le realizzazioni dell’antifonario lo deludono e questo imprime la spinta decisiva perché si cimenti in prima persona con la composizione di versi originali da intonare su melodie preesistenti.
La prefazione lascia emergere alcuni tratti del temperamento di Notkero, evidentemente orgoglioso per la felice intuizione, ma anche cosciente della necessità di dotare i propri esperimenti di una legittimazione istituzionale. L’autore decide allora di sottoporsi all’autorità di due importanti maestri di San Gallo, Isone e Marcello, che accolgono positivamente i versi composti da Notkero.
Stando alla testimonianza dell’autore, Marcello sarebbe stato il primo a organizzare le sequenze in una raccolta.
Il contributo di Isone invece si traduce in un intervento a correzione di alcune ingenuità, che il giovane Notkero imputa alla propria inesperienza, e nell’enunciazione di un principio di metodo: Isone afferma la necessità della corrispondenza biunivoca tra le note e le sillabe. Ad ogni movimento della melodia deve corrispondere una e una sola sillaba e viceversa. Un criterio, questo, che trova effettivo riscontro nelle sequenze di Notkero.
Come ricordato, Notkero segue una melodia già esistente rispettandone la dinamica. Ciò implica la selezione di vocaboli in base ai singoli elementi neumatici di ogni strofa, in modo che il numero di unità costitutive del corpo sillabico eguagliasse il numero di note della linea melodica da intonare.
È stata poi osservata una convergenza tra la scansione prosodica e la successione dei tempi forti della linea melodica, da cui si può inferire che Notker abbia composto il testo perché si adagiasse sulla musica senza alterarne l’andamento ritmico e perché gli accenti musicali non imponessero la dislocazione del normale accento di parola.
L’esame dell’intero corpus ha portato all’individuazione di tre tipologie di componimenti:
- brani composti da sequenze simmetriche, formate cioè da una coppia di membri isosillabici e isotonici, che replicano in ogni suo aspetto la stessa melodia[10];
- brani che non presentano sequenze asimmetriche;
- brani che presentano tra le sequenze simmetriche alcuni versi isolati.

La prima categoria è la più numerosa e rappresentativa.

## Riferimenti

#### Edizioni
- C. M. Bower, The Liber ymnorum of Notker Balbulus, vol. 1: Text and Music; vol. 2: Commentary, Woodbridge: Boydell Press for the Henry Bradshaw Society, 2016.

#### Repertori
- L. Castaldi – P. Chiesa (a cura di), La trasmissione dei testi latini del Medioevo. Mediaeval Latin Texts and Their Transmission. Te.Tra., vol. 1, Firenze, 2004-2022, pp. 307–309.

#### Studi
- C. M. Bower, The Liber ymnorum of Notker Balbulus, vol. 1: Text and Music; vol. 2: Commentary, Woodbridge: Boydell Press for the Henry Bradshaw Society, 2016.
- J. Davis-Secord, Rhythm and Music: The Sequences of Notker Balbulus, The Journal of Medieval Latin 22, 2012, pp. 117–148.
- F. Heinzer, Gold in the sanctuary, Toronto  Pontifical Institute of Mediaeval Studies, 2022.
- K.E. Ju, L’opera di Notker nell’Italia settentrionale e il sequenziario di Intra, in Aevum 79, no. 2, 2005 p. 265-282.
- W. Von den Steinen, Notker der Dichter und seine geistige Welt, Bern, 1948.